# Jesús Jiménez Domínguez
Jesús Jiménez Domínguez (Zaragoza, 27 de noviembre de 1970) es un poeta español.

## Biografía
Licenciado en Filología Hispánica, ha ejercido la crítica literaria en publicaciones y revistas como Turia, Clarín, La Estafeta del Viento, Estación Poesía o Heraldo de Aragón y ofrecido lecturas en festivales poéticos de Argentina, Uruguay, Rumanía, Portugal y España.

## Obra

### Poesía
- Diario de la anemia / Fermentaciones (Olifante, Zaragoza, 2000).
- Fundido en negro (DVD Ediciones, Barcelona, 2007). Premio Hermanos Argensola de poesía.
- Frecuencias (Visor, Madrid, 2012). Premio de poesía Ciudad de Burgos.
- Contra las cosas redondas (La Bella Varsovia, Córdoba, 2016).
- Ensinar o eco a falar (Do Lado Esquerdo, Coimbra/Fundão, 2017). Antología poética 2007-2017. Edición bilingüe con selección y traducción al portugués de Maria de Sousa.

### Inclusiones en antologías de poesía (selección)
- Campo abierto: antología del poema en prosa en España, 1990-2005 (ed. Marta Agudo y Carlos Jiménez Arribas; DVD Ediciones, Barcelona, 2005).
- Los chicos están bien: poesía última (ed. Manuel Vilas; Olifante, Zaragoza 2007).
- Palabras sobre palabras: 13 poetas jóvenes de España (ed. Julio Espinosa Guerra; Santiago Inédito, Santiago de Chile, 2010).
- Winnipeg: poesía chileno española contemporánea (Santiago Inédito, Santiago de Chile, 2011).
- Quien lo probó lo sabe: 36 poetas para el tercer milenio (ed. Luis Bagué Quilez; Colección Letra Última, IFC, Zaragoza, 2012).
- Quarto de Hóspedes (Lingua Morta, Lisboa, 2013).
- Ανθολογία Σύγχρονης Ισπανόφωνης Ποίησης (ed. Sofia Argyropoulou-Ati Solerti; Vakxikon.gr, Egaleo, 2013).
- El Salón Barney (ed. José María García Linares; Playa de Ákaba, Barcelona, 2014).
- Poesía, ¿eres tú? (ed. Fermín Herrero y Jesús Munárriz; Hiperión, Madrid, 2018).
- Mixtape II (Do Lado Esquerdo, Coímbra, 2018).
- Rolleiflex (Do Lado Esquerdo, Coímbra, 2025).